# Сіпарая хайнанська
Сіпарая хайнанська (Aethopyga christinae) — вид горобцеподібних птахів родини нектаркових (Nectariniidae). Мешкає в Китаї, Лаосі, В'єтнамі і Гонконзі.

### Підвиди
Виділяють три підвиди:
- A. c. latouchii Slater, 1891 — центральний і південний Китай, північ Лаосу і В'єтнаму;
- A. c. sokolovi Stepanyan, 1985 — південний В'єтнам;
- A. c. christinae Swinhoe, 1869 — острів Хайнань.

Деякі дослідникі вважають хайнаньську сіпараю ендеміком Хайнаня, а континентальну популяцію виділяють в окремий вид Aethopyga latouchii.

## Поширення і екологія
Хайнанькі сіпараї живуть в тропічних і субтропічних вологих рівнинних лісах.